# Свободная зона (фильм)
«Свободная зона» (англ. Free Zone) — независимое роуд-муви, снятое израильским режиссёром Амосом Гитаем. Премьера в мире — 19 мая 2005 года.

## Сюжет
Ребекка (Натали Портман) — дочь еврея и американки, которая живёт в Иерусалиме в течение нескольких месяцев. Она только что разорвала помолвку. Однажды она садится в такси, управляемое еврейской женщиной Ханной (Ханна Ласло). По достижении свободной зоны они встречаются с Лайлой (Хиам Аббас), женщиной, которая выступает в качестве контакта для мужа Ханны на чёрном рынке. Три женщины отправляются в опасное путешествие для получения денег на лечение ран мужа Ханны.

## Награды
На Каннском кинофестивале 2005 года Ханна Ласло победила в номинации «лучшая женская роль», а фильм был номинирован на Золотую пальмовую ветвь.

## Особенности съёмочного процесса
Во время съёмок в Иерусалиме на Западной стене 23 февраля 2005 года израильская полиция попросила актёров и съёмочную группу, снимавших сцену поцелуя между Натали Портман и израильским актёром Аки Авни, прекратить съёмку из-за протестов ортодоксальных евреев, которые в этот момент молились у стены. Эта сцена не была включена в окончательный вариант фильма.